# Елена (име)
Елена је старо женско име грчког порекла, изведено из имена Хелена или у Србији од Јелена. Ово име је најчешће у Италији и Шпанији, али се среће и у Бугарској, Румунији, Македонији, Литванији, Русији... У разним језицима (латинском, италијанском, португалском и шпанском) ово име углавном означава „светлост“, сунчеву или бљештаву, сјајну.

## Популарност
У САД ово име постаје веома популарно још од 1880. и његова популарност расте, гледајући до 2007. Године 2006. је било на 187. месту. У Канади је ово име било међу првих сто у периоду од 1999. до 2004. године. У Белгији је било међу првих 100 од 2001. до 2006. године. У Каталонији је било на 42. месту 2003. године, а у Шпанији међу првих 20 од 2002. до 2006. године.

## Имендани
Имендан се слави у неколико земаља:
| држава    | датум                     |
| --------- | ------------------------- |
| Бугарска  | 21. мај                   |
| Финска    | 31. јул                   |
| Грчка     | 21. мај                   |
| Литванија | 2. март; 22. мај; 31. јул |
| Русија    | 24. јул                   |
| Словачка  | 18. август                |

## Занимљивост
Два урагана и једна олуја су названи овим именом. Такође, постоји насељено место Елена у Бугарској.